# مارك جي
مارك جي (بالإنجليزية: Mark Gee)‏ هو متسابق بياثل بريطاني، ولد في 21 فبراير 1972 في أفيمور ‏ في المملكة المتحدة.

## وصلات خارجية
- مارك جي على موقع IBU (الإنجليزية)
- مارك جي على موقع أوليمبيديا (الإنجليزية)